# Temporada de furacões no Atlântico de 1964
A temporada de furacões no Atlântico de 1964 contou com o maior número de furacões com desembarques nos Estados Unidos desde 1933. A temporada começou oficialmente em 15 de junho, e durou até 30 de novembro. Essas datas delimitam convencionalmente o período de cada ano em que a maioria dos ciclones tropicais se forma na bacia do Atlântico. A temporada foi acima da média, com treze tempestades nomeadas, sete furacões e cinco grandes furacões. O primeiro sistema, uma tempestade tropical sem nome, desenvolveu-se em 2 de junho, quase duas semanas antes do início oficial da temporada. Golpeando a Flórida em 6 de junho, a tempestade trouxe inundações localizadas para partes de Cuba e do sudeste dos Estados Unidos, deixando cerca de US $ 1 milhões em danos. A próxima tempestade, também sem nome, surgiu perto do final de julho; não impactou a terra.
Os efeitos dos furacões Cleo, Dora e Isbell combinados foram devastadores para a Flórida. Cleo também destruiu partes do Caribe, especialmente Guadalupe e Haiti. Depois de se mudar para o interior, Cleo trouxe inundações para estados como a Virgínia. No geral, a tempestade causou 220 mortes e cerca de US $ 198,5 milhões em danos. [nb 1] Dora açoitou grande parte do norte da Flórida e do sudeste da Geórgia com ventos com força de furacão, deixando cinco vítimas fatais e cerca de US $ 280 milhões em danos. Em outubro, Isbell trouxe fortes ventos e vários tornados para a Flórida, bem como enchentes para Cuba e as Carolinas. Isbell matou sete pessoas e deixou cerca de US $ 30 milhões em danos.
O ciclone tropical mais forte da temporada foi o furacão Cleo, uma categoria poderosa 4 furacão que afetou gravemente áreas no Caribe, incluindo as Ilhas Leeward, Haiti e Cuba. Cleo atingiu os Estados Unidos, no leste da península da Flórida como um furacão mínimo de categoria 2, particularmente em Miami, Flórida, onde a tempestade trouxe sérios danos apenas ao estado, trazendo fortes chuvas e severas inundações para as Carolinas em a costa leste dos Estados Unidos como uma tempestade tropical. Os nomes Cleo, Dora e Hilda foram aposentados após a temporada. Coletivamente, os ciclones tropicais resultaram em 271 fatalidades e aproximadamente $ 640,63 milhões em danos.

## Resumo da temporada

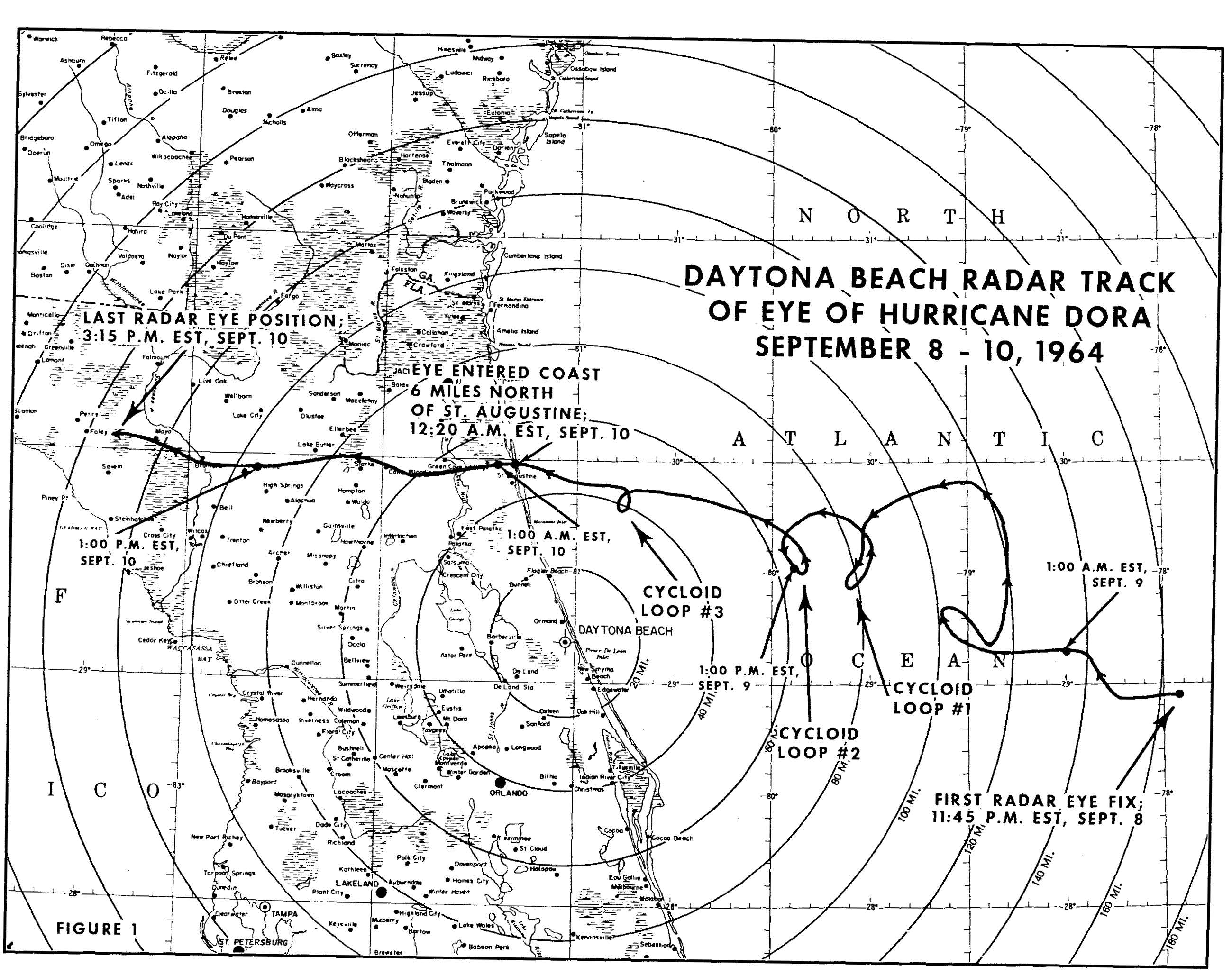
Rastreamento do furacão Dora ao se aproximar do norte da Flórida

A temporada de furacões no Atlântico começou oficialmente em 15 de junho de 1964. Foi uma temporada ligeiramente acima da média em que se formaram treze tempestades tropicais,  comparação com a média de 1950-2000 de 9,6 tempestades nomeadas. Sete deles alcançaram o status de furacão,  que é um pouco mais alto do que a média de 1950-2000 de 5,9. Cinco dos sete furacões atingiram o status de grande furacão Categoria 3 ou mais na escala Saffir-Simpson acima da média de 1950-2000 de 2,3 por temporada.  Antes da temporada, o diretor do National Hurricane Center, Gordon Dunn, observou que a probabilidade de um furacão atingir os Estados Unidos era "astronómica". Os ciclones tropicais da temporada de furacões no oceano Atlântico de 1964 causaram coletivamente pelo menos 271 mortes e cerca de $ 640,63 milhões em danos. A temporada terminou oficialmente em 30 de novembro de 1964.
O primeiro sistema, uma tempestade tropical sem nome, desenvolveu-se em 2 de junho.  Ele atingiu a Flórida como uma depressão tropical e depois fortaleceu-se em uma tempestade tropical enquanto estava no mar. A tempestade deixou de existir em 11 de junho Depois disso, a temporada ficou adormecida por quase sete semanas, já que o próximo ciclone, outra tempestade sem nome, não se formou até 23 de julho. Isso seria seguido pelo desenvolvimento de um terceiro sistema sem nome em 28 de julho. A ciclogênese tropical aumentou em agosto, que teve quatro ciclones tropicais, Abby, Brenda, Cleo e Dora. A tempestade mais forte da temporada, Cleo, atingiu o pico com ventos sustentados máximos de 150 mph (240 km/h) e uma pressão barométrica mínima de 938 mbar (27.7 inHg) . Quatro tempestades adicionais se originaram em setembro, incluindo Ethel, Florence, Gladys e Hilda. O furacão Isbell foi o único ciclone tropical a se formar no mês de outubro. O sistema final, outra tempestade sem nome, existia desenvolvido em 5 de novembro e dissipado em 10 de novembro. 
A atividade da temporada foi refletida com uma classificação de energia ciclônica acumulada (ACE) de 153. ACE é, em termos gerais, uma medida da força do furacão multiplicada pela duração de sua existência, portanto, tempestades que duram muito tempo, assim como furacões particularmente fortes, têm ACEs altos. É calculado apenas para alertas completos sobre sistemas tropicais em ou superior a 39 mph (63 km/h), que é a força da tempestade tropical.

## Sistemas

### Tempestade tropical Um
Um distúrbio que saiu da Zona de Convergência Intertropical (ITCZ) desenvolveu-se em uma depressão tropical a leste das Honduras Britânicas (atual Belize ) em 2 de junho.  :177 Movendo-se lentamente do norte para o norte-nordeste através do Mar do Caribe e Golfo do México, a depressão não se intensificou significativamente. Pouco depois das 12:00 UTC em 6 de junho, atingiu a costa ao sul de Cedar Key, Flórida, com ventos de 48 km/h (30 mph). No dia seguinte, a depressão emergiu no Oceano Atlântico perto de Jacksonville e começou a se fortalecer e se mover para o nordeste. Enquanto estava localizado na costa da Carolina do Sul em 7 de junho, o sistema se tornou uma tempestade tropical. O aprofundamento ocorreu lentamente, com a tempestade atingindo o pico com ventos de 70 mph (110 km/h) no final de 9 de junho.  Em 11 de junho, foi absorvido por uma baixa extratropical enquanto localizado a cerca de 560 km (350 mi) ao sul-sudeste da Ilha Sable em Nova Scotia. :177

A tempestade trouxe inundações locais para partes do oeste de Cuba e do sudeste dos Estados Unidos. Algumas áreas no norte da Flórida sofreram danos consideráveis de ventos fortes e granizo associados a tempestades, principalmente em Cross City. Os danos apenas na área de Jacksonville foram de mais de $ 300.000. :177 Alguns avisos de vendaval foram emitidos entre Myrtle Beach, na Carolina do Sul, e Nags Head, na Carolina do Norte. Mais de 200 mm (8 in) de chuva no primeiro resultou em ruas inundadas e riachos transbordando. Além disso, cerca de 510 mm (20 in) de ruas cobertas de água no centro de Conway, Carolina do Sul. No geral, a tempestade causou cerca de US $1 milhões em danos. :177

### Tempestade tropical Dois
Uma área de baixa pressão se formou perto de Columbia, Carolina do Sul, no início de 23 de julho e se tornou uma depressão tropical. Devido à sua associação com uma depressão de nível médio a superior até 25 de julho, a depressão pode ter sido um ciclone subtropical, embora tal classificação não pudesse ser confirmada antes de quando as imagens de satélite se tornaram rotina. :387 A depressão moveu-se para leste-nordeste e emergiu no Atlântico perto de Kitty Hawk, Carolina do Norte, no início de 24 de julho Várias horas depois, a depressão se intensificou em uma tempestade tropical.  Com base em dados de navios e intensificação baroclínica, a tempestade provavelmente atingiu seu pico com ventos máximos sustentados de 97 km/h (60 mph) pouco antes de se tornar extratropical cerca de 330 km (205 mi) de Nantucket, Massachusetts, por volta das 12:00 UTC em 26 de julho. :389 Os remanescentes extratropicais moveram-se para nordeste em direção ao Atlântico Canadá,  até que outro ciclone extratropical os absorveu perto da costa sul de Newfoundland no final de 27 de julho. :389

### Furacão Três
O satélite de observação infravermelho da televisão (TIROS) indicou uma área de mau tempo com fraca circulação superficial nas proximidades de Cabo Verde em 25 de julho. Relatórios de uma aeronave de reconhecimento indicam que uma depressão tropical se desenvolveu às 06:00 UTC em 28 de julho, embora localizada a cerca de meio caminho entre as ilhas de Sotavento e as ilhas mais ao norte de Cabo Verde.  Inicialmente, a depressão moveu-se rapidamente para oeste-noroeste, o que provavelmente causou a intensificação mínima. Em julho 30, um vale orientado de norte-noroeste a sul-sudeste forçou a depressão a fazer uma nova curva na direção norte-noroeste.

Embora situado a cerca de 480 km (300 mi) leste das Bermudas em 31 de julho, ele começou a se dirigir para o nordeste. Mais tarde naquele dia, a depressão finalmente se organizou e desenvolveu uma faixa de chuva bem definida. O banco de dados de furacões no Atlântico indica que a depressão se intensificou em uma tempestade tropical às 18:00 UTC em 31 de julho, devido a relatos de navios de ventos atingindo 46 mph (74 km/h).  Em 1º de agosto, ele se intensificou ainda mais para um furacão. Naquela época, os ventos máximos sustentados atingiram um pico de 85 mph (137 km/h).  A tempestade continuou movendo-se rapidamente para o nordeste e começou a interagir com uma frente fria. Transformou-se em um ciclone extratropical em 2 de agosto, embora localizado a cerca de 845 km (525 mi) leste de Cape Race, Newfoundland. 

### Tempestade tropical Abby
Uma depressão fraca desenvolveu-se em uma depressão tropical no final de 5 de agosto, enquanto localizado a cerca de 362 km (225 mi) ao sul de Dauphin Island, Alabama.  A depressão moveu-se para o oeste e inicialmente permaneceu desorganizada.  Às 12:00 UTC em 7 de agosto, a depressão se intensificou na tempestade tropical Abby.  Era um pequeno ciclone tropical, medindo um diâmetro de menos de 160 km (100 mi). A tempestade se intensificou rapidamente no final de 7 de agosto Poucas horas depois, Abby atingiu a costa perto de Matagorda, Texas, pouco abaixo da intensidade do furacão.  Abby pode ter atingido o status de furacão, mas a falta de observações definitivas impediu uma atualização. :178 Enfraqueceu para uma depressão tropical no início de 8 de agosto, antes de se dissipar mais tarde naquele dia. 

No geral, o impacto desse sistema foi mínimo. No Texas, a precipitação atingiu o pico de 156 mm (6.14 in) no Aeroporto Regional de Victoria.  No entanto, apenas inundações localizadas ocorreram e as chuvas foram principalmente benéficas. Na cidade de Victoria, várias ruas ficaram temporariamente inundadas com água. Uma empresa de pesca em Matagorda perdeu uma parte de seu telhado. Abby resultou em perdas estimadas em $750.000, :177 com $ 150.000 em danos à propriedade e $ 600.000 em safras. Os impactos da tempestade foram mais severos nos condados de Jackson e Victoria, onde os danos às plantações foram estimados em $275.000 e $ 250.000, respectivamente.

### Tempestade tropical Brenda
Uma pequena depressão de baixa pressão estava situada a oeste das Bermudas no início de agosto. Um membro da tripulação da linha aérea observou uma nuvem circular de baixo nível se formando em 32,0 ° N, 69,0 ° W às 18:00 UTC em 7 de agosto. No início de 8 de agosto, uma depressão tropical desenvolveu cerca de 217 km (135 mi) noroeste das Bermudas. Ele se moveu para leste-sudeste e fortaleceu-se na tempestade tropical Brenda seis horas depois. Às 13:00 UTC em 8 de agosto, o ciclone atingiu as Bermudas com ventos de 80 km/h (50 mph).  A ilha experimentou ventos sustentados de até 45 mph (72 km/h) e rajadas de até 65 mph (105 km/h). Um tornado danificou várias aeronaves, a maioria das quais de propriedade privada. Os danos atingiram aproximadamente US $275.000. :177

Pouco depois de se mudar para as Bermudas em 8 de agosto, faixas espirais apareceram no radar da ilha. Os avisos sobre Brenda não foram iniciados antes das 18:00 UTC em 8 de agosto, devido à escassez de dados, dificultando a confirmação da existência de um ciclone tropical. Uma frente fria fez com que a tempestade voltasse a curvar para nordeste em 9 de agosto. Brenda então começou a enfraquecer e se dissipou no final do dia seguinte, enquanto localizava cerca de 941 km (585 mi) leste-nordeste das Bermudas. 

### Furacão Cleo
Uma onda tropical desenvolveu-se na Tempestade Tropical Cleo, enquanto localizada cerca de 1,600 km (1,000 mi) leste de Barbados no final de 20 de agosto. :178  Continuou na direção oeste-noroeste, rapidamente se intensificando em um furacão no final de 21 de agosto Cleo aprofundou-se rapidamente e alcançou a categoria 3 no início de 22 de agosto Várias horas depois, Cleo atingiu Marie-Galante e a ilha principal de Guadalupe com ventos de 201 km/h (125 mph). A tempestade então se intensificou em uma furacão categoria 4 e entrou no Mar do Caribe. Embora localizado ao sul da República Dominicana por volta das 18:00 UTC em 23 de agosto, Cleo atingiu seu pico de intensidade com ventos de 155 mph (249 km/h). O furacão atingiu a costa perto de Les Cayes, Haiti, em 25 de agosto com a mesma intensidade.  A tempestade reapareceu no Caribe horas depois como uma furacão categoria 2, mas enfraquecidos para a categoria 1 intensidade por volta das 12:00 UTC. Cleo mudou-se brevemente para a costa perto do Cabo Cruz, Cuba, com ventos de 80 mph (130 km/h). 
O ciclone emergiu no Golfo de Guacanayabo, antes de atingir a Província de Sancti Spíritus como um furacão mínimo no início de 26 de agosto Cleo enfraqueceu brevemente para uma tempestade tropical antes de emergir no Atlântico e se fortalecer novamente, tornando-se um furacão novamente às 18:00 UTC. Agora movendo-se na direção norte-noroeste, o sistema alcançou a categoria 2 intensidade no início de 27 de agosto horas antes de atingir Miami Beach, Flórida, com ventos de 180 km/h (110 mph). O sistema enfraqueceu rapidamente no interior, caindo para a intensidade de tempestade tropical perto de Port St. Lucie mais tarde naquele dia. Cleo ressurgiu brevemente no Atlântico ao largo da costa do norte da Flórida, antes de fazer outro landfall na Ilha de St. Simons, Geórgia, no início de 29 de agosto com ventos de 97 km/h (60 mph). Cleo enfraqueceu para uma depressão tropical na Carolina do Sul em 30 de agosto, mas não se dissipou. Depois disso, o ciclone fez uma curva para o nordeste e, finalmente, para o leste, enquanto cruzava as Carolinas e a Virgínia. Cleo intensificou-se novamente para uma tempestade tropical enquanto reentrava no Atlântico perto de Norfolk, Virgínia, em 1 de setembro Ele se moveu para leste-nordeste e tornou-se um furacão novamente por volta de 24 horas mais tarde. No final de 3 de setembro, Cleo tornou-se uma furacão categoria 2 novamente. O ciclone então para o nordeste e perdeu características tropicais, tornando-se extratropical para o sudeste de Newfoundland em 4 de setembro Os remanescentes vagaram no Atlântico até se dissiparem na metade do caminho entre o sul da Groenlândia e a Irlanda em 10 de setembro. 

Em Guadalupe, a tempestade destruiu 1.000 casas e causou grandes danos a telhados, estradas e linhas de energia. Além disso, a safra de banana foi arruinada. No geral, foram 14 mortes e cerca de US $ 50 milhões em danos. Cleo causou sete mortes e pelo menos $ 2 milhões em danos na República Dominicana. :C-D Os fortes ventos no Haiti causaram graves danos. Na Île-à-Vache, 50 as casas tiveram o telhado desabado ou as paredes derrubadas. Em Les Cayes, 70% das casas foram destruídas, assim como o engenho de açúcar. Nas áreas rurais fora da cidade, 90% a 95% das moradias foram demolidas. Cerca de metade das casas em Camp-Perrin foram demolidas. Perto de Saint-Louis-du-Sud, muitas plantações de cana-de-açúcar, principalmente no lado oeste da cidade, foram arruinadas. A tempestade deixou 192 fatalidades e $ 5 milhões em danos no Haiti. :179 :D O impacto em Cuba foi mínimo, com uma morte e US $ 2 milhões em danos. :D Na Flórida, Cleo deixou danos ao longo de grande parte da costa leste. Os ventos deixaram cerca de 620.000 pessoas sem eletricidade só no sul da Flórida. Em todo o estado, a tempestade danificou quase 19.000 casas e destruídas 4 outros, enquanto 2.187 casas móveis foram destruídas ou sofreram graves impactos. Além disso, 605 pequenas empresas foram danificadas ou destruídas. Houve três mortes no condado de Broward e cerca de US $ 125 milhões em danos, incluindo a agricultura. Cleo trouxe inundações para alguns outros estados, especialmente Virgínia. Na área de Hampton Roads, muitas ruas foram inundadas e bloqueadas. Centenas de moradias foram inundadas, forçando várias áreas a evacuar. Três mortes e cerca de US $ 3 milhões em danos ocorreram na Virgínia. :180 No geral, a tempestade causou 220 fatalidades e cerca de US $ 198,5 milhões em danos. :180

### Furacão Dora
Uma depressão tropical se desenvolveu a partir de uma área de baixa pressão em 28 de agosto, logo após mover-se ao largo da costa oeste da África perto de Dakar, Senegal. :317 A depressão foi elevada para Tempestade Tropical Dora às 18:00 UTC em 31 de agosto Em seguida, curvou-se para nordeste e continuou a se fortalecer, atingindo o status de furacão por volta de 48 horas mais tarde. A intensificação diminuiu um pouco, embora Dora tenha se tornado uma categoria 3 grandes furacões em 5 de setembro Aprofundando-se ainda mais, a tempestade se tornou uma categoria 4 por seis horas no início de 6 de setembro e atingiu o pico com ventos sustentados máximos de 210 km/h (130 mph) e uma pressão barométrica mínima de 942 mbar (27.8 inHg) início do dia seguinte. Dora então permaneceu como uma furacão categoria 3 até o início do dia seguinte, quando é fim de semana para a furacão categoria 2 enquanto curva para oeste. 
Aproximando-se da costa leste da Flórida, Dora enfraqueceu brevemente para uma furacão categoria 1 no início de 9 de setembro, antes de chegar à categoria 2 status várias horas depois.  O movimento de Dora tornou-se irregular, fazendo alguns loops ciclônicos muito pequenos. :4 Por volta das 04:00 UTC em 10 de setembro, o furacão atingiu a costa perto de St. Augustine, Flórida, com ventos de 180 km/h (110 mph). Dora inicialmente enfraqueceu rapidamente depois de se mudar para o interior, caindo para o status de tempestade tropical em 14 horas de desembarque. Dora então flutuou brevemente sobre o sudoeste da Geórgia, até virar para leste-nordeste no final de 11 de setembro O sistema mudou para um ciclone extratropical sobre a Carolina do Sul por volta das 12:00 UTC em 13 de setembro. Os remanescentes emergiram no Atlântico perto do Cabo Hatteras, Carolina do Norte, e continuaram para nordeste, atingindo Newfoundland em 15 de setembro,  pouco antes de ser absorvido por um ciclone extratropical maior. :330

Dora foi o único furacão no século XX a atingir a costa da região da Primeira Costa da Flórida. Ao longo da costa, as marés atingiram até 10 ft (3.0 m) acima do nível médio do mar. Ventos com força de furacão sustentados foram relatados do condado de Flagler ao extremo sudeste da Geórgia. :182 Em Jacksonville, Flórida, aproximadamente 156.000 os clientes ficaram sem eletricidade, enquanto cerca de 19% dos telefones no condado de Duval estavam fora de serviço. :9 Muitos dos danos na área de Jacksonville ocorreram em edifícios mais antigos e aqueles localizados em áreas costeiras. Além disso, seções da cidade sofreram inundações do rio induzidas pelo vento nas proximidades do rio St. Johns. :183 Três casas foram destruídas e 3.992 sofreu danos, enquanto 5 casas móveis foram demolidas e 25 impacto experimentado, em geral no condado de Duval. Chuvas fortes danificaram muitas safras não colhidas e inundaram várias estradas e pontes, isolando algumas comunidades por vários dias. :183 Em toda a Flórida, 74 moradias foram destruídas e 9.374 recebeu danos, enquanto 14 casas móveis foram destruídas e 218 outros sofreram forte impacto. Cerca de 50 edifícios agrícolas e 423 pequenos negócios foram severamente danificados ou demolidos. Três mortes e pelo menos $ 230 milhões em danos ocorreram. :183 Na Geórgia, a tempestade danificou cerca de 1.135 casas e destruiu cinco outras. Além disso, 18 reboques sofreram grande impacto, enquanto 43 pequenas empresas foram destruídas ou sofreram danos graves. Houve uma morte no estado e pelo menos US $ 9 milhões em danos. Alguns outros estados foram afetados pela tempestade, embora o impacto lá tenha sido muito menor. :183 Uma morte ocorreu na Virgínia. No geral, Dora arrecadou $ 280 milhões em danos e cinco mortes. :183

### Furacão Ethel
TIROS observou uma grande massa de nuvens perto de 18 ° N, 37 ° W em 4 de setembro. Desenvolveu-se em uma depressão tropical no início daquele dia, enquanto localizava cerca de 1,070 km (665 mi) leste de Cabo Verde. A depressão moveu-se para oeste-noroeste e intensificou-se na tempestade tropical Ethel às 18:00 UTC em 4 de setembro.  Inicialmente, foi sugerido que o furacão Dora poderia absorver Ethel, já que as tempestades foram localizadas 1,110 km (690 mi) separados. Em 7 de setembro, Ethel tornou-se um furacão. No início do dia seguinte, curvou-se para oeste e continuou a se aprofundar lentamente, antes de virar para norte-noroeste em 11 de setembro. 

No final de 12 de setembro, a tempestade curvou-se para nordeste e passou para o nordeste das Bermudas no início do dia seguinte,  trazendo 103 mm (4.05 in) de precipitação e rajadas de vento de até 70 mph (110 km/h). Em toda a ilha, as áreas baixas foram inundadas e as árvores foram derrubadas. Na Ilha de São Jorge, os residentes ficaram brevemente sem eletricidade e telefones e a ponte que ligava a Ilha de São Jorge à ilha principal foi inundada. No início de 13 de setembro, Ethel se intensificou em uma furacão categoria 2 e logo atingiu o pico com ventos de 169 km/h (105 mph). O sistema tornou-se extratropical no final de 14 de setembro, embora localizado a cerca de 410 km (255 mi) sudeste de Cape Race. Terra Nova. Os remanescentes extratropicais enfraqueceram lentamente enquanto serpenteavam pelo Atlântico, até se dissiparem a norte dos Açores em 17 de setembro. 

### Tempestade tropical Florence
Uma onda tropical emergiu no Oceano Atlântico da costa oeste da África em 5 de setembro. :183 A onda rapidamente se desenvolveu em uma depressão tropical às 06:00 UTC em 5 de setembro, embora localizado a cerca de 64 km (40 mi) oeste de Dakar, Senegal.  Pouco depois, a depressão produziu um clima turbulento em Cabo Verde. :183 A depressão então recurvou para noroeste e começou a se intensificar. Às 00:00 UTC em 7 de setembro, a depressão se intensificou na tempestade tropical Florence. Cerca de vinte e quatro horas depois, a tempestade atingiu a velocidade máxima do vento sustentado de 45 mph (72 km/h). Florence então curvou-se para o norte-nordeste mais tarde naquele dia e enfraqueceu lentamente.  Uma aeronave de reconhecimento relatou que Florence degenerou em uma área de tempestades ao sul dos Açores às 06:00 UTC em 10 de setembro. :183

### Furacão Gladys
Uma onda tropical emergiu no Atlântico da costa oeste da África em 8 de setembro. Seguindo para o oeste, desenvolveu-se na tempestade tropical Gladys enquanto se concentrava a meio caminho entre as Pequenas Antilhas e Cabo Verde no início de 13 de setembro A tempestade moveu-se para noroeste e se intensificou em um furacão em 14 de setembro, antes de voltar a enfraquecer para uma tempestade tropical no dia seguinte. Gladys fortaleceu-se e se transformou em furacão em 16 de setembro No dia seguinte, o ciclone se intensificou rapidamente, atingindo o pico brevemente como uma furacão categoria 4 com ventos máximos sustentados de 210 km/h (130 mph) por volta das 18:00 UTC. Gladys enfraquecida para uma categoria 3 no início de 18 de setembro Gladys enfraquecida para uma categoria 2, pois voltou a curvar-se para o norte em 20 de setembro. 

A tempestade enfraqueceu para uma categoria 1, pois virou para noroeste em 22 de setembro e ameaçou brevemente a Costa Leste dos Estados Unidos. No entanto, mudou para nordeste em 23 de setembro e mudou-se rapidamente para o Canadá Atlântico. Por volta das 00:00 UTC em 25 de setembro, Gladys tornou-se extratropical na costa de Newfoundland e rapidamente se dissipou.  Ao longo da costa leste dos Estados Unidos, Gladys produziu chuvas leves, rajadas de vento e ondas de tempestade. Inundações costeiras foram relatadas na Carolina do Norte e na Virgínia. No primeiro caso, as marés altas inundaram casas e edifícios com 2 ft (0.61 m) de água em duas pequenas aldeias nas margens exteriores e inundou uma estrada para Manteo. No estado da Virgínia, ocorreu uma morte quando um homem foi atingido na garganta por destroços. Marés anormalmente altas também afetaram o meio do Atlântico, Nova Inglaterra, e Atlântico Canadá, com marés variando de 2.2–6.1 ft (0.67–1.86 m) superior à média na Virgínia.

### Furacão Hilda
Uma onda tropical desenvolveu-se em uma depressão tropical às 12:00 UTC em 28 de setembro, embora localizado a cerca de 64 km (40 mi) ao sul de Trinidad, Cuba.  A depressão seguiu na direção oeste-noroeste e atingiu a Isla de la Juventud, Cuba, no início de 29 de setembro Depois de reemergir brevemente no noroeste do Mar do Caribe mais tarde naquele dia, a depressão se intensificou na tempestade tropical Hilda às 11:00 UTC em 29 de setembro ao fazer landfall perto de Sandino, Cuba. No final de 29 de setembro, emergiu no Golfo do México perto do Cabo San Antonio. A tempestade continuou a se intensificar, atingindo o status de furacão em 30 de setembro Durante os 30 seguintes horas, Hilda fortaleceu-se significativamente e atingiu o pico como uma furacão categoria 4 com ventos de 140 mph (230 km/h) no final de 1 de outubro Ele se curvou novamente para o norte e começou a enfraquecer devido às condições desfavoráveis. Por volta das 23:00 UTC em 3 de outubro, a tempestade atingiu a costa perto de Franklin, Louisiana, como uma categoria 2 com ventos de 169 km/h (105 mph). Ele enfraqueceu rapidamente no interior e tornou-se extratropical no sul do Mississippi por volta das 12:00 UTC naquele dia. A baixa extratropical remanescente continuou para o leste e emergiu no Atlântico no final de 5 de outubro, antes de se dissipar bem ao norte das Bahamas em 7 de outubro. 

Em Cuba, a tempestade causou menor impacto, com danos totalizando cerca de US $ 1 milhão. :177 Offshore dos Estados Unidos no Golfo do México, 13 plataformas de petróleo foram destruídas e 5 outros foram danificados além do reparo. Prejuízos para a indústria do petróleo chegam a US $ 100 milhão. :20 Na Louisiana, ventos sustentados de 90 a 105 mph a (150 a 165 km/h) atacou a área de Abbeville - Morgan City - New Iberia. Além disso, vários tornados na área de Nova Orleans resultaram em danos significativos. Um tornado perto de Larose matou 22 pessoas apesar de estarem no terreno por apenas 1–1,5 mi (1,6-2,4 km). Havia 37 fatalidades e cerca de 5.000 lesões. Aproximadamente 19.000 casas foram danificadas no estado, 2.600 dos quais foram severamente afetados. :107 Fora da Louisiana, os danos foram causados principalmente por enchentes no sudeste dos Estados Unidos. O pior impacto pelas enchentes foi a Carolina do Norte, onde 2.000 casas e edifícios sofreram danos causados pela água e foi relatada uma morte. :185 Em todos os Estados Unidos, a tempestade causou 38 fatalidades e $ 125 milhões em perdas. :177

### Furacão Isbell
Um vale difuso frontal desenvolveu-se em uma depressão tropical no oeste do Caribe em 9 de outubro.  :185 A depressão inicialmente permaneceu desorganizada enquanto segue para o noroeste, mas fortaleceu-se na tempestade tropical Isbell às 12:00 UTC em 11 de outubro Recurvando-se para nordeste, o Isbell rapidamente fortaleceu-se ainda mais e atingiu o status de furacão por volta de 24 hora alter. A tempestade se tornou brevemente uma categoria 2 pouco antes de fazer landfall em Sandino, Cuba, com ventos de 160 km/h (100 mph) às 19:00 UTC em 13 de outubro Hilda enfraqueceu brevemente para uma categoria 1, mas fortalecido em uma categoria 3 e atingiu o pico com ventos sustentados máximos de 185 km/h (115 mph) às 12:00 UTC em 14 de outubro O ciclone enfraqueceu para uma categoria 2 antes de aterrissar perto de Everglades City, Flórida, com ventos de 169 km/h (105 mph). No início de 15 de outubro, Isbell enfraquecido para uma furacão categoria 1 e emergiu no Atlântico perto de Júpiter, Flórida. Isbell curvou-se para noroeste em 16 de outubro, enfraquecendo para uma tempestade tropical pouco antes de atingir a costa de Atlantic Beach, Carolina do Norte, com ventos de 110 km/h (70 mph). A tempestade rapidamente se tornou extratropical e logo foi absorvida por outro ciclone extratropical sobre a Carolina do Norte no final de 16 de outubro. 

A tempestade produziu fortes ventos em todo o oeste de Cuba. Centenas de casas foram destruídas, assim como vários depósitos de tabaco. Houve quatro mortes em Cuba, três delas causadas pelo desabamento de casas na área de Guane. Isbell foi responsável por três mortes e aproximadamente US $ 10 milhões em danos em Cuba. :177 Vários tornados na Flórida causaram danos significativos em geral. Em todo o estado, 1 casa foi destruída, 33 outros foram gravemente danificados, e 631 outros sofreram um impacto mínimo. Além disso, 66 reboques foram destruídos e 88 foram infligidos com grandes danos. Três mortes ocorreram no estado, uma devido a um ataque cardíaco e duas por afogamento em Florida Keys quando seu barco de pesca afundou. Como a tempestade enfraqueceu consideravelmente, o impacto na Carolina do Norte foi geralmente mínimo. A tempestade também gerou pelo menos seis tornados no estado, que demoliram reboques e casas sem telhado e outras construções em várias comunidades. Os danos nos Estados Unidos totalizaram US $ 10 milhão. :177

### Tempestade tropical Treze
Uma área de clima perturbado dentro do ITCZ desenvolveu-se em uma depressão tropical no início de 5 de novembro, embora localizado a cerca de 217 km (135 mi) ao norte-noroeste de Colón, Panamá.  :187 A depressão se intensificou lentamente, atingindo o status de tempestade tropical em 6 de novembro Depois disso, ele curvou-se para o oeste em direção à América Central. No início de 7 de novembro, a tempestade atingiu a costa perto de Puerto Cabezas, Nicarágua, com ventos de 70 mph (110 km/h). Várias horas depois, enfraqueceu para uma depressão tropical ao longo da costa norte de Honduras no início de 8 de novembro, pouco antes de ressurgir no Caribe. A tempestade não voltou a se intensificar e atingiu o país em Belize em novembro. 9 Ele se dissipou na manhã seguinte. 

Na Nicarágua, os ventos e as chuvas fortes causaram danos significativos às colheitas, especialmente às bananas. Muitos moradores que moravam perto da Lagoa da Caratasca foram evacuados. Toda a cidade de Caukira foi inundada, com cinco pequenas casas totalmente destruídas. As marés chegaram a 18 ft (5.5 m) acima do normal. Em Puerto Castilla, grandes precipitações causaram inundações e destruíram uma ponte, deixando parte da população sem comunicação. Outra ponte desabou na cidade de Rus-Rus. Ventos fortes e chuvas fortes também resultaram em "danos consideráveis" nas ilhas da baía. :187 No geral, a tempestade resultou em cerca de US $5 milhões em danos. :177

### Outros sistemas
Além das treze tempestades tropicais, o TIROS VII monitorou dois sistemas operacionalmente considerados depressões tropicais – um em 15 de julho em21° N, 41° O e outro em 19 de setembro em16° N, 27° O. No entanto, um reexame das imagens de satélite como parte do projeto de reanálise do furacão no Atlântico não retratou depressões tropicais, enquanto os dados do navio não estavam disponíveis para nenhum dos ciclones em potencial. Assim, não foi possível confirmar que qualquer um dos sistemas se tornou um ciclone tropical. :391

## Nomes de tempestade
Os nomes a seguir foram usados para tempestades nomeadas que se formaram no Atlântico Norte em 1964. Esta é a mesma lista usada na temporada de 1960, com exceção de Dora, que substituiu Donna. Uma tempestade foi nomeada Isbell pela primeira vez em 1964. Os nomes Cleo, Dora e Hilda foram posteriormente aposentados e substituídos por Candy, Dolly e Hannah, respectivamente, na temporada de 1968. Os nomes que não foram atribuídos são marcados em cinzento.
| - Abby - Brenda - Cleo - Dora - Ethel - Florence - Gladys | - Hilda - Isbell - Janet (sem usar) - Katy (sem usar) - Lila (sem usar) - Molly (sem usar) - Nita (sem usar) | - Odette (sem usar) - Paula (sem usar) - Roxie (sem usar) - Stella (sem usar) - Trudy (sem usar) - Vesta (sem usar) - Winny (sem usar) |

## Efeitos sazonais
A tabela a seguir lista todas as tempestades que se formaram na temporada de furacões no oceano Atlântico de 1964. Inclui sua duração, nomes, ocorrência (s) (entre parênteses), danos e totais de mortes. As mortes entre parênteses são adicionais e indiretas (um exemplo de morte indireta seria um acidente de trânsito), mas ainda estavam relacionadas a essa tempestade. Danos e mortes incluem totais enquanto a tempestade era extratropical, uma onda ou uma baixa, e todos os números de danos são em 1964 USD.
| Escala de Furacões de Saffir-Simpson |    |    |   |   |   |   |   |
| DT                                   | TS | TT | 1 | 2 | 3 | 4 | 5 |

| Um                    | 2 de junho – 11               | Tempestade tropical | 110 (70)  | 989  | Península de Yucatán, Cuba, Sudoeste dos Estados Unidos                                      | $1 milhões       | Nenhum |  |
| Dois                  | 23 de julho – 26              | Tempestade tropical | 95 (60)   | 1001 | Costa Leste dos Estados Unidos, Províncias atlânticas do Canadá                              | Desconhecido     | Nenhum |  |
| Three                 | 28 de julho – 2 de agosto     | Furacão categoria 1 | 140 (85)  | 990  | Ilhas Britânicas                                                                             | Nenhum           | Nenhum |  |
| Abby                  | 5 de agosto – 8               | Tempestade tropical | 100 (65)  | 1000 | Costa do Golfo dos Estados Unidos                                                            | $750,000         | Nenhum |  |
| Brenda                | 8 de agosto – 10              | Tempestade tropical | 85 (50)   | 1006 | Bermudas                                                                                     | $275,000         | Nenhum |  |
| Cleo                  | 20 de agosto – 5 de setembro  | Furacão categoria 4 | 240 (150) | 938  | Pequenas Antilhas, Grandes Antilhas, Bahamas, Sudoeste dos Estados Unidos, Terra Nova        | $187.5 milhões   | 220    |  |
| Dora                  | 28 de agosto – 13 de setembro | Furacão categoria 4 | 215 (130) | 942  | Bahamas, Costa Leste dos Estados Unidos, Províncias atlânticas do Canadá                     | $280 milhões     | 5      |  |
| Ethel                 | 4 de setembro – 14            | Furacão categoria 2 | 165 (105) | 974  | Bermudas                                                                                     | Menor            | Nenhum |  |
| Florence              | 5 de setembro – 10            | Tempestade tropical | 75 (45)   | 1002 | África Ocidental, Cabo Verde                                                                 | Nenhum           | Nenhum |  |
| Gladys                | 13 de setembro – 24           | Furacão categoria 4 | 215 (130) | 945  | Costa Leste dos Estados Unidos, Províncias atlânticas do Canadá                              | $100,000         | 1      |  |
| Hilda                 | 28 de setembro – 4 de outubro | Furacão categoria 4 | 220 (140) | 941  | Cuba, Península de Iucatã. Costa Leste dos Estados Unidos, Costa do Golfo dos Estados Unidos | $125 milhões     | 38     |  |
| Isbell                | 8 de outubro – 16             | Furacão categoria 3 | 185 (115) | 964  | Cuba, Costa Leste dos Estados Unidos                                                         | $30 milhões      | 7      |  |
| Treze                 | 5 de novembro – 10            | Tempestade tropical | 110 (70)  | 997  | América Central                                                                              | $5 milhões       | Nenhum |  |
| Agregado da temporada |                               |                     |           |      |                                                                                              |                  |        |  |
| 13 sistemas           | 2 de junho – 10 de dezembro   |                     | 240 (150) | 938  |                                                                                              | ~$640.63 milhões | 271    |  |